# Ащысу (приток Шагана)
Ащысу́, Ащису́ (каз. Ащысу) — река в Казахстане, правый приток Шагана (притока Иртыша).
Протекает в Абайской области, по территории Жарминского, Аягозского, Абайского районов. Длина 349 км, площадь бассейна 18,1 тыс. км². Берёт начало с источников на склонах гор Жаксы Койтас, Жаман Койтас, Сарытау. Впадает в реку Чаган (Шаган). Берега крутые (высотой до 2 м). Питание снеговое. Среднегодовой расход воды 0,34 м³/с (у железнодорожной станции Ушбиик). Вода используется для орошения земель.